# WR 102ea
WR 102ea är en ensam stjärna i den mellersta  delen av stjärnbilden Skytten. Den har en skenbar magnitud av ca 8,8 och kräver en kraftig handkikare eller ett mindre teleskop för att kunna observeras. Baserat på stjärnans position beräknas den befinna sig på ett avstånd av ca 26 000 ljusår (ca 8 000 parsec) från solen. Den rör sig bort från solen med en heliocentrisk radialhastighet på ca 116 km/s. Den är en Wolf–Rayet-stjärna och den tredje mest lysande stjärnan i stjärnhopen Quintuplet efter WR 102hb. Med en ljusstyrka på 2 500 000 gånger solens är den också en av de mest ljusstarka kända stjärnorna. Trots den höga ljusstyrkan kan den endast observeras på infraröd våglängd på grund av den dämpande effekten på visuellt ljus av mellanliggande stoft.

## Egenskaper

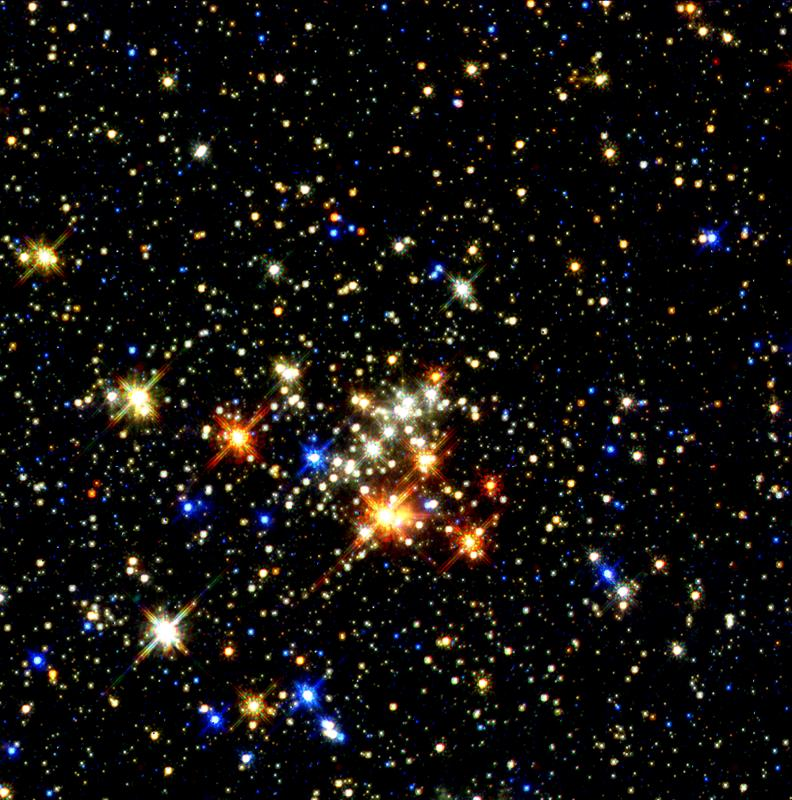
WR 102ea i Quintuplet-hopen

WR 102ea är en utvecklad massiv stjärna som har ett emissionslinjespektrum från en stark stjärnvind orsakad av hög ljusstyrka och närvaro av element tyngre än väte i fotosfären. Spektrumet domineras av joniserade helium- och kvävelinjer på grund av konvektions- och rotationsblandning av fusionsprodukter till stjärnans yta. Den är dock fortfarande i en kärnfusionsfas och vätelinjer är också synliga i spektrumet, till skillnad från WN-stjärnor utan väte som är äldre, mindre massiva och mindre lysande. Trots att den är en relativt outvecklad stjärna har WR 102ea redan förlorat över hälften av dess ursprungliga massa.